# Ižipovce
Ižipovce (hongrois : Izsépfalu) est un village de Slovaquie situé dans la région de Žilina.

## Histoire
La première mention écrite du village date de 1286.

## Démographie

### Évolution de la population
| Année:               | 1994. | 2004.    | 2014.   | 2024.   |
| -------------------- | ----- | -------- | ------- | ------- |
| Nombre de personnes: | 93    | 83       | 91      | 98      |
| Différence:          |       | -10,75 % | +9,63 % | +7,69 % |

| Année:               | 2023. | 2024.   |
| -------------------- | ----- | ------- |
| Nombre de personnes: | 97    | 98      |
| Différence:          |       | +1,03 % |